# Maquis noir
Un « maquis noir » ou « faux maquis » est, durant la Seconde Guerre mondiale en France, un maquis déviant, fondé d'abord dans un esprit de résistance à l'ennemi, mais qui ensuite fait preuve d'indiscipline et met sa force armée au service de vols, pillages et exactions en tous genre. Les instances officielles de la Résistance utilisèrent l'expression de « maquis noirs », pour insister sur le caractère incontrôlable de ces maquis. Ce fut le cas du maquis Lecoz près de Loches (Indre-et-Loire).